# Nikolaï Karetnikov
Œuvres principales
- Symphonie no 4 (1963)
- Till Eulenspiegel (1985)

Nikolaï Nikolaïevitch Karetnikov (en russe : Никола́й Николáeвич Каретников ; 30 juin 1930, Moscou – 9 octobre 1994, Moscou) est un compositeur russe faisant partie du groupe des non-conformistes de la musique soviétique.

## Biographie
Nikolaï Karetnikov naît dans une famille cultivée. Son père est acteur et sa grand-mère soprano à l'opéra, Maria Deïcha-Sionitskaïa, compagne de Chaliapine pendant de longues années.
Karetnikov étudie à l'école centrale de musique pour enfants surdoués de 1942 à 1948. D'abord le violoncelle qui lui est une torture, puis le piano et la composition. Ensuite il se rend au conservatoire de Moscou de 1948 à 1953, jusqu'à son diplôme. Ses professeurs dès 1942 sont Vissarion Chebaline pour la composition, Tatiana Nikolaïeva pour le piano, Igor Spossobine et Viktor Tsukkerman en théorie. Il a également étudié en privé avec Philip Herschkowitz – un élève de Berg et Webern. Un tournant a lieu lors du passage de Glenn Gould à Moscou en 1957 : le pianiste canadien joue Schoenberg et Berg. Karetnikov devient un fervent partisan de la technique dodécaphonique. La même année, il se convertit à l'orthodoxie.
Ses ballets Vanina Vannini et Les géologues sont joués au Théâtre Bolchoï sur une chorégraphie de Natalia Kassatkina et Vladimir Vassiliov. Cependant, les autorités trouve la musique inacceptable. il est critiqué et interdit de représentation en Union soviétique pendant des décennies.
Sa Symphonie no 4 (1963) est interprété pour la première fois à Prague en 1967 (juste avant l'invasion des chars soviétiques lors du Printemps de Prague). Son troisième ballet Le Petit Zacharie, surnommé Cinabre est donné à l'opéra de Hanovre (1971) en l'absence du compositeur qui ne peut voyager à l'étranger. Son activité principale est d'écrire de la musique de scène pour le théâtre, le cinéma et la télévision.
Il se lie avec Maria Youdina, Heinrich Neuhaus, Galitch, Zeldovitch ou Alexandre Gabritchski.
Il continue à composer et publier ses ouvrages sérieux dans le secret. Il compose deux opéra : Till Eulenspiegel (1965–1985) et Le Mystère de l'apôtre Paul (1972–1987). Sans possibilité de jouer l'œuvre en public, il persuade l'orchestre de cinéma de Moscou de faire l'enregistrement privé, morceau par morceau au fil des ans. Lorsque la bande est terminée, les parties vocales sont ajoutées. C'est peut-être le seul exemple d'opéra samizdat. Finalement, Till Eulenspiegel est créé à l'opéra de Bielefeld en Allemagne dirigé par Geoffrey Moull en 1993. Le Mystère de l'apôtre Paul, est créé en concert le 4 août 1995 à Hanovre après la mort du compositeur. En 1994 la Symphonie no 4 est jouée en Angleterre.
Karetnikov est l'auteur d'une autobiographie intitulée Темы с вариациями (Thèmes avec variations), publiée en Russie en 1990, puis traduit en japonais (1996) et en français aux Éditions Horay (1990). Publié dans les revues, elle avait provoqué un scandale et ouvert le débat sur le sort de certains compositeurs étouffés par le régime. Avec Denisov, Goubaïdoulina et Schnittke, Karetnikov était le plus doué des compositeurs de son époque, évoluant dans une pression intolérable, transcrite dans leur musique.
En 1992, le réalisateur Vadim Zobine a réalisé un documentaire intitulé Profession compositeur avec un chef d'orchestre, Roman Matsov, qui travaillait la quatrième symphonie de Karetnikov.

## Œuvres
Opéras
- Till Eulenspiegel (Тиль Уленшпигель), opéra en deux actes, sur un livret de Pavel Lounguine et Nikolaï Karetnikov d'après le roman de Charles de Costers (1965-1985) création en 1993, Bielefeld, Allemagne.
- Le Mystère de l'apôtre Paul, oratorio-opéra en un acte, livret de Semion Lounguine (1970-1987). Création en concert à Hanovre, le 4 août 1995.

Ballet
- Vanina Vanini, ballet en un actes, livret de N. Kassatkina et V. Vassiliov d'après une nouvelle de Stendhal, op. 13 (1960 ; éd. 1974) Création au Bolchoï de Moscou 1962, sous la direction de Algis Juraïtis.
- Géologues, (1962) Création au Bolchoï, 1963.
- Le petit Zacharie, surnommé Cinabre, ballet en trois actes d'après E.T.A. Hoffmann, op. 20 (1964-1967) Création à Hanovre en 1970, sous la direction de Hnas Herbert Yöris et une chorégraphie d'Yvonne Georgi. Donné au Ballet classique de Moscou en 1983.

Chœur
- Cinq chants religieux pour chœur d'hommes et chœur mixte, op. 24 (1969)
- Petite sérénade nocturne (1987)
- Huit chants religieux à la mémoire de Boris Pasternak pour chœur d'hommes (1969–1988)
  - I. À la tonsure
  - II. Du prophète Sophonie
  - III. Prier pour le salut
  - IV. Onction
  - V. Dieu est avec nous
  - VI. Matthieu
  - VII. Louez le nom du Seigneur
  - VIII. Notre Père
- Six chants religieux pour chœurs d'hommes, op. 31 (1992)
  - Prière de Saint Ephrem le Syrien
  - La litanie
  - La prière de Siméon
  - Antiphon Béni
  - Du prophète Isaïe
  - Parole du Christ

Œuvres pour orchestre
- Symphonie no 1 (1951)
- Symphonie no 2 (1956)
- Symphonie no 3, op. 10 (1959 ; éd. 1974) Création en 1970
- Symphonie no 4, op. 17 (1963 ; éd. 1982)
- Concerto pour 32 instruments à vent, op. 19 (1965)
- Symphonie de chambre pour 19 instruments, op. 21 (1968)
- Concerto pour orchestre à cordes (1992)
- Symphonie de chambre no 2 (1994, posthume)

Musique de chambre
- 10 pièces pour piano, composées pendant ses années d'école (1943-1946)
- Lento-Variations pour piano (1960)
- Sonate pour violon et piano, op. 16 (1961 ; éd. 1983)
- Quatuor à cordes, op. 18 (1963)
- Little Night Music, Quatuor pour flûte, clarinette, violon et violoncelle (1969)
- Pièce de concert pour piano (1970)
- Deux pièces pour piano, op. 25 (1974) Création américaine au Carnegie Hall, le 26 février 1990 par Vladimir Feltsman
- De Cholem Aleikhem, suite de concert pour orchestre de chambre (1985)
- Quintette avec piano (1991)

Musique de scène, télévision et films
- Musique de scène pour le théâtre : une quarantaine de partitions notamment pour King Lear, Un homme pour l'éternité, Macbeth, etc.
- Musique de film : environ 60, comprend "Run", "A Rotten Tale", "First Russians", etc.
- Musique pour la radio et la télévision

## Enregistrements
- Тиль Уленшпигель [Till Eulenspiegel] (1985) - Orchestre d'État de cinéma soviétique, Dir. Emin Khatchatourian et Valery Poliansky (1988, LP Melodia C10 29949 000)
- Till Eulenspiegel (opéra en deux actes) Orchestre d'État de cinéma soviétique, Dir. Emin Khatchaturian et Valery Poliansky (2CD Le Chant du Monde LDC 288029/30 / Brilliant Classics)
- Musique de chambre. - Oleg Kagan, Vladimir Skanavi, Vladimir Loukianov, Konstantin Komissarov, Alexandre Petrov, Alexander Gothelf, et Youry Slessarev (1994, Le Chant du Monde, "Russian Season" LDC288070) 
  - 1. Sonate pour violon et piano
  - 2. Deux pièces pour piano
  - 3. Pièce de concert
  - 4. Quatuor à cordes
  - 5. Quintette pour piano et cordes.
- Lento-variations - Anatoly Vedernikov, piano (1968, Denon)
- Huit chants religieux à la mémoire de Boris Pasternak (28 décembre 1989, Melodiya)